# Dear Ruth
Dear Ruth is een Amerikaanse romantische komedie uit 1947 onder regie van William D. Russell, met in de hoofdrollen Joan Caulfield, William Holden, Mona Freeman, Billy De Wolfe en Edward Arnold. Het is gebaseerd op het gelijknamige toneelstuk uit 1944 van Norman Krasna, dat Jan Teulings in 1946 tot een Nederlands toneelstuk bewerkte, bekend als Per Luchtpost, onder regie van Louis de Bree en in de hoofdrollen Cor Ruys, Sara Heyblom en Myra Ward.
Het verhaal van de film gaat over een tienermeisje dat de identiteit van haar oudere zus gebruikt om te corresponderen met een soldaat als penvriend.

## Verhaal
Tiener Miriam Wilkins is een energieke activiste tijdens de Tweede Wereldoorlog. Ze betrekt haar familie in haar activiteiten zonder eerst hun toestemming te vragen. Haar vader rechter Wilkins en moeder Edie zijn verbaasd wanneer luitenant William Seacroft, een volslagen vreemde, bij hen thuis verschijnt en vraagt naar hun 22-jarige dochter Ruth. Bill is net terug uit Italië, waar hij 25 missies boven Duitsland heeft gevlogen als piloot van een B-26 bommenwerper, maar hij heeft slechts twee dagen verlof. Hij legt uit dat hij met hun dochter heeft gecorrespondeerd en verliefd op haar is geworden. Hij maakt een goede indruk en belooft later terug te komen om haar voor het eerst persoonlijk te ontmoeten.
Ruth komt thuis en vertelt haar ouders dat ze verloofd is. Ze gaan ervan uit dat ze Bill heeft ontmoet, maar ze is verloofd met haar vriend Albert. Al snel ontdekken ze dat Miriam 60 brieven naar Bill had geschreven, maar met de naam en foto van haar zus. Ruth wil Bill de waarheid meteen vertellen, maar wanneer hij arriveert, kan ze het niet over haar hart verkrijgen. Wanneer Albert arriveert voor een afspraakje met Ruth, glipt ze weg met Bill om hem de waarheid in privé te vertellen.
Bill neemt Ruth mee naar een toneelstuk, diner en dansen tot laat in de nacht. Later vertelt Ruth Albert dat ze, nadat Bill vertrekt naar de Stille Oceaan, hem zal schrijven en hun relatie rustig zal beëindigen. Daarna leest ze de brieven van Miriam.
De volgende ochtend staat Ruth erop om Bill's jonge zus Martha mee te nemen om Bill's romantische avances in toom te houden, dus nodigt Bill ook Albert uit. Bill maakt van elke gelegenheid gebruik om Ruth te kussen, wat Albert woedend maakt. Nadat Albert in een metrostation van de groep gescheiden raakt, wordt hij gearresteerd wanneer hij probeert een ander station binnen te komen zonder te betalen.
Martha arriveert bij de familie Wilkins met Bill's vriend sergeant Chuck Vincent. Martha had hun relatie onlangs verbroken, wat de lunch ongemakkelijk maakt. Bill en Ruth verschijnen dan en kondigen aan dat ze verloofd zijn. Wanneer Bill de kamer verlaat, verzekert Ruth Albert dat het bedrog slechts enkele uren hoeft te duren. Bill krijgt echter een telefoontje waarin hem wordt verteld dat hij en Chuck instructeurs in Florida zullen worden. Chuck en Martha verzoenen zich en besluiten te trouwen, en rechter Wilkins voltrekt de ceremonie.
Ruth vertelt Bill dat ze alleen had ingestemd met het huwelijk omdat hij weer naar het front zou gaan. Miriam onthult per ongeluk de hele waarheid aan Bill, die de situatie accepteert, maar nadat Martha en Chuck zijn getrouwd, verandert Ruth van gedachten. Zij en Bill trouwen ook, door haar vader, voordat ze naar Florida vertrekken. Een zeeman verschijnt vervolgens, die naar Ruth vraagt, en een geschrokken Miriam roept zijn naam.

## Rolverdeling
- Joan Caulfield als Ruth Wilkins
- William Holden als luitenant William Seacroft
- Mona Freeman als Miriam Wilkins
- Edward Arnold als rechter Harry Wilkins
- Billy De Wolfe als Albert Kummer
- Mary Philips als Mrs. [Edie] Wilkins
- Virginia Welles als Martha Seacroft
- Kenny Morrison als sergeant Chuck Vincent
- Marietta Canty als Dora [de hulp van de Wilkins]
- Irving Bacon als bezorger

## Productie
Het toneelstuk Dear Ruth van Norman Krasna was een groot succes op Broadway. De filmrechten werden in februari 1945 verkocht aan Paramount voor een gerapporteerd bedrag van $450.000, met de voorwaarde dat er geen film geproduceerd zou worden totdat het toneelstuk een twee jaar durende tournee had afgerond. Het bedrag was het hoogste dat Paramount ooit voor een productie had betaald, meer dan de $283.000 voor de rechten van Lady in the Dark. Studio-executive Henry Ginsberg kondigde Sonny Tufts aan als de mannelijke hoofdrolspeler en dat Ruth gespeeld zou worden door Joan Caulfield of Paulette Goddard, terwijl Miriam gespeeld zou worden door Diana Lynn of Mona Freeman.
In maart 1946 kondigde Paramount de film aan als onderdeel van de planning voor het volgende jaar. Het schrijversduo Albert en Frances Hackett werd aangewezen voor het script.
In juli van datzelfde jaar werden Joan Caulfield en William Holden gecast voor de hoofdrollen en Edward Arnold voegde zich bij de cast. Het was Holden's eerste film sinds hij in november 1945 zijn militaire dienst had afgerond. De opnames zouden in augustus beginnen met Sidney Lanfield als regisseur en Paul Jones als producent. Naast de Hacketts werkte ook Arthur Sheekman aan het script.
Lanfield werd ziek en werd vervangen door William D. Russell.

## Ontvangst
Er werden later twee vervolgfilms op Dear Ruth geproduceerd: Dear Wife (1949), met alle hoofdrolspelers in hun oorspronkelijke rollen, en Dear Brat (1951), waarin Freeman, Arnold en De Wolfe te zien waren.
Ondanks de populaire opvatting dat J. D. Salinger de naam van zijn personage Holden Caulfield, die voorkomt in The Catcher in the Rye en andere werken, baseerde op een filmtitel die de achternamen van de twee hoofdrolspelers toonde, werd het eerste verhaal met Holden Caulfield, "I'm Crazy", gepubliceerd in december 1945, anderhalf jaar voor de release van de film.